# Zeller See Südufer
Zeller See Südufer este o arie protejată (arie specială de conservare — SAC, sit de importanță comunitară — SCI) din Austria întinsă pe o suprafață de 32,35 ha, integral pe uscat.

## Localizare
Centrul sitului Zeller See Südufer este situat la coordonatele 47°18′N 12°49′E / 47.3°N 12.81°E.

## Înființare
Situl Zeller See Südufer a fost declarat sit de importanță comunitară în septembrie 2014 pentru a proteja 1 specie de plante. Situl a fost protejat și ca arie specială de conservare în martie 2016.

## Biodiversitate
Situată în ecoregiunea alpină, aria protejată conține 1 habitat natural: Lacuri eutrofice naturale cu vegetație de tip Magnopotamion sau Hydrocharition.
La baza desemnării sitului se află o specie protejată de  plante: Hamatocaulis vernicosus.